# 馬登鶴
马登鹤（1937年—），第二十任中華民國陸軍軍官學校校长，籍贯遼寧遼中，為該校第29期毕业。
| 前任： 楊德智 | 中華民國陸軍軍官學校校長 1993年9月－1996年7月 | 繼任： 童兆陽 |